# Arte+Feminismo
Arte y Feminismo (escrito Arte+Feminismo) es una campaña anual internacional de editatones creada para mejorar la información sobre feminismo, género y artes en Wikipedia. El proyecto ha sido descrito por una de sus fundadoras como «un esfuerzo multinacional masivo para corregir un sesgo persistente en Wikipedia, que está desproporcionadamente escrita por y sobre hombres».
En 2014, la campaña inaugural de Arte+Feminismo atrajo a 600 personas voluntarias en 30 eventos individuales. Al año siguiente, 1300 personas asistieron a 70 encuentros en 17 países en cuatro continentes. Más de 18 000 personas han creado o mejorado aproximadamente 84 000 artículos de Wikipedia en 1260 eventos a nivel mundial, hasta el año 2020.

## Fundación y desarrollo
Arte+Feminismo comenzó cuando la bibliotecaria del sitio Artstor, Siân Evans, estaba diseñando un proyecto sobre mujeres y arte para la Sociedad de Bibliotecas del Arte de América del Norte.
Una de las razones para la creación del proyecto Arte+Feminismo fue responder a la cobertura negativa de los medios de comunicación sobre el sistema de catalogación de Wikipedia. El proyecto continúa llenando vacíos de contenido en Wikipedia y aumentando el número de mujeres que contribuyen.